# Eutanasia
L'eutanasia (dal greco antico: εὔ-?, "bene" e θάνατος, "morte"; letteralmente buona morte) è l'atto di procurare intenzionalmente e nel suo interesse la morte di un individuo che ne faccia esplicita richiesta, al fine di evitargli sofferenze dovute a una condizione di malattia.
È definita eutanasia anche l'omissione delle cure necessarie a prolungare la vita del soggetto interessato, mentre è definito suicidio assistito l'aiuto medico e/o amministrativo portato a un soggetto che ha deciso di morire tramite suicidio, ma senza intervenire nella somministrazione delle sostanze.
L'eutanasia è oggetto di vivo dibattito e al centro di accese controversie, oltreché nell'ambito strettamente medico, anche in ambito morale, religioso, legislativo, scientifico, filosofico, politico ed etico.

## Storia
In passato sotto la definizione di "eutanasia" ricadevano anche azioni od omissioni ritenute, anche oggi, giuridicamente ed eticamente ammissibili, come la rinuncia all'accanimento terapeutico e il ricorso alle cure palliative.
In particolare, l'eutanasia passiva (od omissiva) comprendeva differenti tipologie di azioni: l'astensione/interruzione di un intervento medico perché non voluto dal morente (oggi chiamata "rifiuto delle cure") o perché ritenuto futile o configurante accanimento terapeutico (oggi chiamata "desistenza terapeutica" o "rinuncia all'accanimento terapeutico": nei casi in cui la morte è imminente e inevitabile, è legittimo interrompere o rifiutare trattamenti gravosi per il malato e sproporzionati rispetto ai risultati che è lecito attendersi) o l'astensione/interruzione arbitraria di un intervento medico indicato, per facilitare il morire di una persona (oggi è solo quest'azione a venire chiamata "eutanasia passiva").
L'eutanasia indiretta corrispondeva, invece, al ricorso alle cure palliative, che possono comprendere l'uso di analgesici e sedativi in quantità tali da comportare, come effetto secondario e non desiderato, l'accorciamento della vita del paziente.

### Nell'antichità

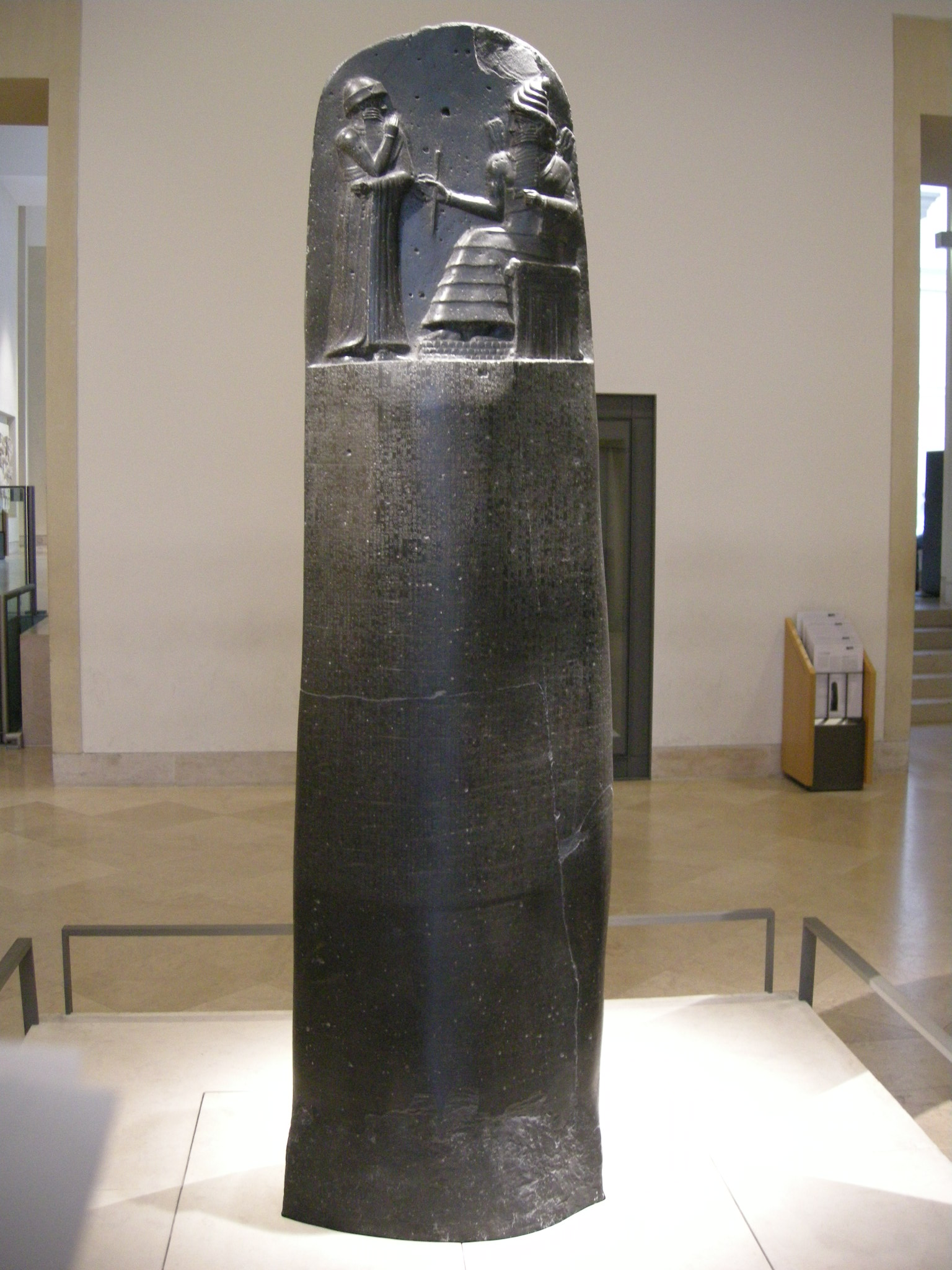
Stele del codice di Hammurabi al Louvre.

La questione della correttezza morale della somministrazione della morte è un tema controverso fin dagli albori della medicina.
Nell'Antico Testamento viene citato il caso di un suicidio assistito, quello di Saul: un soldato uccide Saul su sua richiesta; ma David in seguito condanna quel soldato a morte per omicidio (2 Samuele 1,6-10).
Simili indicazioni etiche e deontologiche si possono rintracciare nel primo corpus legislativo della storia, il Codice di Hammurabi.
Nel Giuramento di Ippocrate (circa 420 a.C.) si legge: Non somministrerò ad alcuno, neppure se richiesto, un farmaco mortale, né suggerirò un tale consiglio; similmente a nessuna donna io darò un medicinale abortivo.
D'altra parte, nel mondo classico, in determinate condizioni, il suicidio (e l'assistenza allo stesso) era spesso considerato con rispetto. Le correnti di pensiero nell'ambito della filosofia morale più diffuse in epoca classica pre-cristiana, cioè l'epicureismo e lo stoicismo, consideravano il suicidio in linea di massima come un atto eticamente accettabile e degno di rispetto, in determinati contesti, senza trattare l'eutanasia medica come tipologia specifica. Un esempio di suicidio citato tra quelli ritenuti ammirevoli era quello di Seneca, assistito dal proprio medico e dai servitori, anche se in realtà fu condannato al suicidio da Nerone, come forma di condanna a morte "onorevole". Comunque, dipendeva molto dalle idee dell'imperatore regnante o dalla sua simpatia per colui che aveva effettuato l'eutanasia: ad esempio Domiziano condannò il ricco liberto Tiberio Claudio Epafrodito per aver aiutato Nerone a suicidarsi, mentre lecito, in passato, era stato considerato l'aiuto per compiere l'atto dato a Marco Giunio Bruto o Gaio Sempronio Gracco.
Fino all'epoca moderna in Africa presso i Dinka, i sommi sacerdoti giunti alla vecchiaia decidevano il giorno della loro morte nel quale venivano uccisi con un rito su loro esplicita richiesta, da tutta la comunità.

### Nascita del termine "eutanasia"
Il filosofo inglese Francis Bacon introdusse il termine "eutanasia" nelle lingue moderne occidentali nel saggio del 1605 Sull'avanzamento e sul progresso del sapere umano e divino (The Advancement and Proficience of Learning Divine and Human). In questo testo, Bacon invitava i medici a non abbandonare i malati inguaribili, e ad aiutarli a soffrire il meno possibile. Non vi era però, nell'idea di Bacon, il concetto esplicito di “dare la morte”. Allo stesso termine "eutanasia" Bacon attribuiva solo il significato etimologico di "buona morte" (morte non dolorosa); lo scopo del medico doveva essere quello di far sì che la morte (comunque sopraggiunta in modo "naturale") fosse non dolorosa.
Il termine iniziò ad avere corso comune a partire dalla fine del XIX secolo, a indicare un intervento medico tendente a porre fine alle sofferenze di una persona malata. In tale periodo emerse esplicitamente il concetto di "uccisione per pietà" (talora, anche se non sempre, identificabile con la fattispecie dell'omicidio del consenziente) come pratica non riprovevole in linea di principio.

### Il Novecento
In Unione Sovietica, a partire dalla promulgazione del codice penale del 1922, l'eutanasia e il suicidio assistito erano leciti e depenalizzati, se richiesti esplicitamente da una persona sofferente.

#### I programmi di eutanasia nel nazismo
Il programma eugenetico nazista Aktion T4 fu anche chiamato «programma eutanasia», espressione che venne utilizzata allora da molti di coloro che erano coinvolti in quest'operazione, ma non può essere considerata a tutti gli effetti eutanasia: non prevedeva infatti il consenso dei pazienti, ma la soppressione contro la loro volontà. Il programma fu definito dai contemporanei come una «eutanasia sociale». Il programma non era poi motivato da preoccupazione per il benessere dell'ammalato, come il desiderio di liberarlo dalla sofferenza, l'Aktion T4 veniva invece portato avanti principalmente a scopo eugenetico, per migliorare la «igiene razziale» secondo l'ottica dell'ideologia nazista allora imperante. Mirava inoltre a diminuire le spese sanitarie ed assistenziali statali, considerando che le priorità economiche erano rivolte ad altre voci come il riarmo militare. A fronte di una grande opposizione interna il programma fu ufficialmente abbandonato nell'estate del 1941.
L'idea di ricorrere all'eugenetica si ripropose già all'inizio dell'anno successivo, con l'insuccesso dell'Operazione Barbarossa, questa volta in un contesto militare: le notevoli difficoltà che la Wehrmacht incontrava durante la campagna sul fronte orientale indusse i comandi a prevedere dei «gruppi di eutanasia» il cui compito era «aiutare i soldati feriti». Anche su questo programma i vertici nazisti cercarono di stendere il velo della segretezza.
Nelle ultime fasi del Terzo Reich testimonianze dirette riportano addirittura che nella propaganda fosse prevista una sorta di eutanasia di stato, chiamata dai burocrati del regime «morte indolore mediante gas», da preferirsi nettamente al cadere in mano sovietica.

#### Casi celebri
Negli Stati Uniti fece scalpore il caso di Terri Schiavo, in stato vegetativo dal 1990, al cui marito Michael la corte suprema dello Stato della Florida diede nel 2005 il permesso di sospendere l'alimentazione forzata. Anche in quel caso si discusse sulla correttezza dell'uso del termine eutanasia. La sospensione della terapia in casi di coma irreversibile è prassi normale negli Stati Uniti: il caso nacque perché i genitori di Terri si erano sempre opposti alla richiesta del genero, imputandola solo al suo desiderio di liberarsi della moglie. Terri divenne, suo malgrado, oggetto di battaglia ideologico-politica tra i sostenitori e gli oppositori dell'eutanasia. L'esame autoptico praticato sulla donna dopo la sua morte appurò che il cervello di Terri Schiavo pesava circa la metà di quello di una donna in salute della stessa età, che gran parte delle cellule era irrimediabilmente distrutta o danneggiata, e che essa era totalmente incapace di percepire alcun senso, tanto meno sentire o vedere.
Anche in Italia alcuni casi hanno acceso un forte dibattito sul tema dell'eutanasia; quello di Eluana Englaro è uno dei più noti. La giovane donna, a seguito di un grave incidente stradale avvenuto nel 1992, rimase in stato vegetativo persistente fino alla sua morte, sopraggiunta nel 2009 a seguito dell'interruzione della nutrizione artificiale. Il dibattito sull'eutanasia si è riproposto, alla fine del 2006, quando il citato Piergiorgio Welby ha chiesto che gli venisse staccato il respiratore che lo teneva in vita. Welby è morto il 20 dicembre 2006 per insufficienza respiratoria sopravvenuta a seguito del distacco del respiratore a opera del medico anestesista.

## Eutanasia e cure palliative
Le cure palliative sono compromesse nelle legislazioni dove l'eutanasia è legalizzata.
In uno studio canadese sono emerse infatti una serie di criticità. Tutti i medici coinvolti hanno parlato di un conflitto tra il mantenimento dei requisiti che rendono possibile l'accesso alla morte assistita (fra cui la condizione di provare sofferenze fisiche o mentali ritenute insopportabili) e un controllo efficace dei sintomi: i medici si sono trovati a sospendere l’uso di farmaci che avrebbero potuto alleviare il dolore, ma che avrebbero fatto perdere l’idoneità all'eutanasia. Molti medici hanno sottolineato il dilemma etico di presentare la morte assistita a pazienti che non l’hanno richiesta, che in questo modo possono sentirsi spinti a domandarla.
Un gran numero di operatori di cure palliative ha confermato il forte impatto causato in loro dall’introduzione di questa legislazione che stravolge il rapporto medico-paziente, descrivendo come i pazienti pensino, a torto, che le cure palliative includano la morte assistita. I medici concordano nel ritenere che tale normativa indirizzi verso l’eutanasia risorse che altrimenti sarebbero destinate alle cure palliative.

## Dibattito sull’eutanasia
Una prima distinzione di massima si può tracciare tra le seguenti posizioni
- dal punto di vista giuridico, morale e religioso, vi è chi tende a considerare l'eutanasia attiva una fattispecie assimilabile all'omicidio.
- Anche dal punto di vista della deontologia medica qualche complicazione concettuale sorge dalla non semplice riconducibilità dell'eutanasia attiva ai concetti fondanti della medicina, diagnosi e terapia
- riguardo all'eutanasia passiva vi è chi pone in evidenza la sostanziale diversità - nel modo "naturale" con cui avviene la morte rispetto all'eutanasia attiva; bisogna anche aggiungere, per completezza di trattazione, che molti tendono a non considerare "eutanasia" quella passiva, consistendo tale pratica, in gran parte dei casi, solo nell'astensione a praticare terapie nel pieno diritto da parte del malato di rifiutarle;
- vi sono differenze di approccio sull'argomento tra gli ambiti religioso e morale, da un lato, e quello giuridico dall'altro. In realtà, le posizioni bioetiche ufficiali della Chiesa cattolica sono contrarie all'eutanasia attiva diretta e la differenziano da quella passiva intesa come possibile interruzione dell'accanimento terapeutico[21], tenendo comunque distinta quest'ultima fattispecie dall'alimentazione e idratazione che secondo la Chiesa vanno sempre garantite, in quanto tendenti a soddisfare semplici bisogni fisiologici come la fame e la sete. Nella giurisprudenza e nel codice di deontologia medica i due casi devono essere considerati in modo nettamente diverso: alcune leggi, infatti, proibiscono ad un medico di compiere terapie senza il consenso del paziente, quindi ulteriori limiti e divieti si possono porre solo sull'eutanasia attiva, mentre non si può fare nulla riguardo all'eutanasia passiva che di fatto può essere "garantito" dai diritti del paziente;
- appare largamente condivisa comunque una discriminante fra la situazione di persone che chiedono l'eutanasia in quanto malati terminali, e quelle che invece, pur non essendo prossime alla morte, la richiedono la pratica per porre fine a sofferenze insostenibili di vario tipo e non sufficientemente trattabili da alcuna terapia del dolore;
- altrettanto condivisa e, in talune forme, anche recepita nella pratica giurisprudenziale e giurisdizionale, appare la discriminante tra persone che richiedano l'eutanasia in condizioni di piena capacità di intendere e di volere (indipendentemente dal fatto che abbiano la possibilità materiale di attuare praticamente il proposito) rispetto a coloro che si trovino in situazioni di incoscienza irreversibile (coma, stato vegetativo) e, comunque, incapaci di esprimere qualsivoglia volontà;
- abbastanza recepita anche nell'attività giurisdizionale appare anche la distinzione circa la preterintenzionalità o meno dell'azione che causa la morte: per esempio, il decesso sopravvenuto a causa di effetti collaterali (o sovradosaggio resosi necessario a causa di assuefazione a dosi più basse) di un farmaco, è talora trattato in maniera differente da quello che fa seguito alla somministrazione di qualsivoglia sostanza allo scopo primario di procurare la morte; talvolta più dibattuto il caso di sospensione dell'alimentazione che, a seconda degli orientamenti e dei punti di vista, può essere considerata eutanasia passiva o attiva.
- anche il dibattito sul cosiddetto "suicidio assistito" non è esente da distinguo o assimilazioni: mentre, ad esempio, esso viene considerato da taluni analogo all'eutanasia passiva (in quanto mezzo per procurare la morte), esso è una forma "intermedia" che nondimeno mantiene una sostanziale differenza rispetto all'eutanasia attiva, in quanto non prevede, da parte del soggetto assistente, alcuna partecipazione diretta alle azioni che conducono alla morte del richiedente (anche qui varrà la pena di ricordare che, comunque, la fattispecie di assistenza a un suicidio può configurarsi come reato a sé stante, come spiegato più avanti).

| Ragioni a favore | Ragioni contrarie |
| --- | --- |
| - Libera scelta: considerando la libertà di scelta come fondamentale principio democratico ogni cittadino dovrebbe potersi esprimere, come nella manifestazione del proprio diritto di voto, anche nella sfera privata, nella quale i valori di coscienza sono insindacabili - Qualità della vita: ad alcuni il dolore e la sofferenza che si sperimentano durante una malattia risultano incomprensibili ed insostenibili. Anche la terapia contro il dolore, che limita la sofferenza fisica, può non essere sufficiente a fronteggiare quella psichica conseguente alla situazione, principalmente legata alla perdita della propria indipendenza. Una società civile non dovrebbe imporre a nessuno questa condizione. - Dignità: la convinzione profonda di non avere alcuna possibilità di recuperare ciò che aveva reso la vita degna di essere vissuta ed inoltre di essere destinati a pesare sempre maggiormente e per tempi indefiniti sui propri cari, rendendo pure a loro impossibile condurre la vita come prima. - Per il giuramento di Ippocrate, nonostante la versione originale escluda esplicitamente l'eutanasia, per il bene del paziente sarebbe peggio lasciarlo patire piuttosto che eliminare il suddetto paziente | - Giuramento di Ippocrate - Morale: secondo molti essa può essere considerata moralmente inaccettabile. Questa visione morale di solito vede l'eutanasia come un tipo di omicidio e l'eutanasia volontaria come un tipo di suicidio, la moralità del quale è oggetto di vivo dibattito. - Teologica: diverse religioni e moderne interpretazioni religiose considerano sia l'eutanasia che il suicidio come atti peccaminosi (Eutanasia e religione). - Piena consapevolezza: l'eutanasia può essere considerata volontaria soltanto se il paziente è in grado di intendere e di volere affinché possa prendere la decisione, ovvero se ha una comprensione adeguata delle opzioni e delle loro conseguenze. In alcuni casi, tale competenza cognitiva può essere difficile da determinare, o può non esserci, vedi nel caso di disabilità gravi o psichiche dove la volontarietà è difficilmente distinguibile dall'istigazione al suicidio. - Necessità: se vi sono ragioni per supporre che la causa della malattia o della sofferenza di un paziente possa essere presto risolvibile, compatibilmente con la sua situazione clinica, una scelta alternativa all'eutanasia potrebbe essere quella di sperimentare nuovi trattamenti o far ricorso alle cure palliative. - Desideri della famiglia: i membri della famiglia potrebbero desiderare di passare più tempo possibile col proprio caro prima che muoia; in alcuni casi, però, questo si può tradurre disfunzionalmente in una forma di incapacità di accettazione dell'inevitabilità del decesso. O viceversa, desiderare che muoia il prima possibile per interessi economici o per evitare di dover assistere l'ammalato. |

### Posizioni religiose
Diverse religioni hanno preso posizione riguardo all'eutanasia, sebbene le posizioni siano divergenti o talora diametralmente opposte.
La Chiesa cattolica è contraria ad ogni forma d'eutanasia, attiva o omissiva, mentre incoraggia il ricorso alle cure palliative e ritiene moralmente accettabile l'uso di analgesici, per trattare il dolore, anche qualora comportino − come effetto secondario e non desiderato − l'accorciamento della vita del paziente. Consente invece di sospendere, dietro richiesta del paziente, procedure mediche che risultino onerose, pericolose, straordinarie o sproporzionate rispetto ai risultati attesi; vale a dire che configurino accanimento terapeutico. Tale posizione è confermata nei paragrafi 2277, 2278 e 2279 del Catechismo.
La Chiesa insegna inoltre che le cure che d'ordinario sono dovute all'ammalato, come l'idratazione e la nutrizione artificiale, non possono essere sospese qualora si preveda come conseguenza la morte del paziente per fame e per sete. Si configurerebbe, in questo caso, una vera e propria eutanasia per omissione.
Le Chiese riformate, anche a causa della loro particolare struttura gerarchica, hanno spesso posizioni interne più variegate ed elastiche.
Nell'Islam, ad Allah è attribuito l'epiteto in arabo di Al-MuhyÎ (o Al-Mumìt), che significa "Colui che fa vivere o morire" (Signore della vita e della morte). In base alla Sura IV-an Nisâ, v. 29, l'Islam proibisce esplicitamente il suicidio ed in particolare l'eutanasia, vietando parimenti l'omicidio, che è considerato alla stregua di un "suicidio spirituale" da parte del peccatore, che con la propria condotta determina la sua dannazione eterna.

### I movimenti per la difesa dei diritti dei disabili
Il movimento per la difesa dei diritti dei disabili ha, fin dalla sua nascita negli Stati Uniti agli inizi degli anni 70, contrastato la legalizzazione dell'eutanasia. Sulla sua scia, organizzazioni di disabili espressamente dedite a contrastare culturalmente e politicamente l'eutanasia sono nate durante gli anni 90. È il caso della statunitense Not Dead Yet e di Care Not Killing, una rete di oltre 40 associazioni inglesi. Posizioni analoghe sono sostenute da associazioni di disabili svedesi e australiane.
Alla base del rifiuto c'è la considerazione che le motivazioni che spingono una persona all'eutanasia potrebbero essere legate più al loro status e condizione sociale che alla loro sofferenza e condizione fisica. In questo senso l'influenza negativa sulla qualità di vita della propria famiglia impegnata economicamente e personalmente nell'accudimento, lo status negativo riservato agli elementi non produttivi dalle culture occidentali e i diffusi e persistenti pregiudizi sociali potrebbero essere considerazioni sufficienti a dettare la scelta suicidaria.

## Le legislazioni

Legale
Passivamente legale
Illegale
Dati non sufficienti

Legale
     Passivamente legale
     Illegale
     Dati non sufficienti
| Nazione       | Metodo di legalizzazione | Data dell’entrata in vigore |
| ------------- | --- | --------------------------- |
| Paesi Bassi   | Approvata dagli Stati Generali dei Paesi Bassi. | 1 aprile 2002               |
| Belgio        | Approvata dal Parlamento federale del Belgio. | 28 maggio 2002              |
| Lussemburgo   | Approvata dalla Camera dei deputati. | 19 marzo 2009               |
| Colombia      | Sentenza della Corte Costituzionale della Colombia. | 15 dicembre 2014            |
| Canada        | Approvata dal Parlamento del Canada. | 17 giugno 2016              |
| Spagna        | Approvata dalle Corti Generali. | 25 giugno 2021              |
| Nuova Zelanda | Approvata dal Parlamento della Nuova Zelanda e approvata dai cittadini in un referendum. | 6 novembre 2021             |
| Portogallo    | Approvata dall’Assemblea della Repubblica, è in attesa di essere firmata dal Presidente e dunque non è stata definita una data per l’entrata in vigore. Tre disegni di legge precedentemente approvati, tuttavia, sono stati nullificati, uno dalla Corte Costituzionale del Portogallo, gli altri due dal mancato raggiungimento del quorum parlamentare per il superamento del veto presidenziale. | da definire                 |

### Approfondimenti per continente

#### America
- Argentina - Nel paese, il Congresso nazionale dell'Argentina ha convertito in legge (con l’ultima approvazione del Senato argentino il 9 maggio 2012), una proposta che consentiva di rifiutare i trattamenti che prolungano artificialmente la vita dei pazienti con sintomi terminali o irreversibili. In tali circostanze, dunque, il consenso avrebbe potuto essere prestato dal paziente o, se non in condizione di farlo, dai suoi familiari o rappresentanti legali. È stata promulgata il 24 maggio 2012 come "Legge 26.742".
- Canada - L'eutanasia attiva volontaria, chiamata "morte assistita dal medico", è legale per tutte le persone di età superiore ai 18 anni che abbiano una malattia terminale e che è progredita fino al punto in cui la morte naturale è "ragionevolmente prevedibile". Per prevenire il turismo suicida, tuttavia, solo le persone idonee a richiedere l'assicurazione sanitaria canadese possono utilizzarlo. La legalizzazione della pratica è arrivata nel 2015/2016 a seguito di una serie di sentenze della Corte suprema del Canada che hanno annullato il divieto nel paese. Di seguito una cronologia degli eventi: 
  - Il 6 febbraio 2015, la Corte ha stabilito all'unanimità, nella causa “Carter v. Canada”, che gli adulti canadesi mentalmente abili e che soffrono in modo intollerabile e permanente, hanno diritto all'aiuto di un medico in caso di morte. La corte ha comunque sospeso la sua sentenza per 12 mesi per dare al governo l'opportunità di aggiornare il quadro legale in merito. Nel gennaio 2016 il tribunale ha concesso un'ulteriore proroga di 4 mesi alla sospensione della sentenza per consentire al governo liberale neoeletto di consultarsi con i canadesi sulla stesura di una legge. Come misura provvisoria, ha anche stabilito che i tribunali provinciali potevano iniziare ad approvare le domande di eutanasia fino all'approvazione della nuova legge.
  - Un rapporto di una commissione parlamentare incaricata di studiare la questione alla luce della sentenza della Corte suprema del Canada ha raccomandato che chiunque abbia sperimentato "sofferenze intollerabili" dovrebbe poter cercare l'aiuto di un medico per morire. Il 14 aprile 2016, il governo federale liberale del Canada ha finalmente introdotto una legislazione per legalizzare la morte assistita a condizioni più restrittive di quelle raccomandate dal comitato, consentendo l'accesso solo a coloro con malattie terminali per i quali la morte è "ragionevolmente prevedibile". La “British Columbia Civil Liberties Association”, tuttavia, sostiene che la legge sulla morte assistita del governo è incostituzionale, perché limita l'accesso solo a coloro la cui morte è "ragionevolmente prevedibile", piuttosto che fornire l'accesso a chiunque soffra di una condizione "grave e irrimediabile", la definizione utilizzata dalla Corte suprema del Canada nella sentenza del tribunale secondo cui la BCCLA sostiene che includerebbe condizioni non terminali. Il disegno di legge ha ricevuto una notevole opposizione multipartitica all'interno del Senato, dove è stato criticato in quanto redatto troppo rapidamente e troppo restrittivo rispetto alla decisione della Corte suprema. Di conseguenza, il Senato ha apportato una serie di emendamenti al disegno di legge. La Camera dei comuni ha accettato tutti gli emendamenti fatti dal Senato tranne uno, che ha rimosso il requisito che la morte sia "ragionevolmente prevedibile". Il 17 giugno 2016, il disegno di legge è diventato legge dopo essere stato approvato da entrambe le camere del Parlamento canadese e aver ricevuto l'assenso reale.
- Cile - L'eutanasia attiva o il suicidio assistito sono illegali in Cile. L'eutanasia passiva, invece, è legale e dal 2012 la regolamentazione dei diritti dei pazienti ha permesso l’istituzione del diritto al consenso informato, che consente di accettare o rifiutare qualsiasi trattamento medico. I pazienti possono rifiutare il trattamento quando sono terminali. In tempi più recenti, il Congresso nazionale cileno ha discusso un disegno di legge per consentire l'eutanasia attiva e il suicidio assistito. Il disegno di legge è stato approvato in via generale dalla Camera dei deputati il 12 dicembre 2020. Nel 2022, il Presidente del Cile Gabriel Boric ha invitato i senatori ad approvare il disegno.
- Colombia - Non esiste una legge specifica sull'eutanasia, tuttavia, in una decisione con un risultato di 6-3, la Corte Costituzionale Colombiana ha stabilito nel 1997 che "nessuna persona può essere ritenuta penalmente responsabile per aver tolto la vita a un malato terminale che ha dato una chiara autorizzazione a farlo". La corte ha definito "malato terminale" chiunque soffra di malattie come "cancro, AIDS e insufficienza renale o epatica se sono terminali e causa di estrema sofferenza". La corte, tuttavia, ha specificatamente rifiutato di autorizzare l'eutanasia per le persone con malattie degenerative come l'Alzheimer, il Parkinson o il morbo di Lou Gehrig. Il 15 dicembre 2014 la Corte Costituzionale aveva concesso al “Ministero della Salute e della Previdenza Sociale” 30 giorni per pubblicare le linee guida del settore sanitario da utilizzare per garantire ai malati terminati, desiderosi di sottoporsi all'eutanasia, il loro diritto a una morte dignitosa. La Corte costituzionale della Colombia ha esteso nel luglio 2021 i requisiti per accedere e praticare l'eutanasia ai pazienti non terminali.
- Ecuador - Non esiste una legge specifica sull'eutanasia, tuttavia, in una decisione con un risultato di 7-2, la Corte Costituzionale ecuadoregna ha stabilito nel 2024 una depenalizzazione della pratica.[29][30]
- Messico. In Messico, l'eutanasia attiva è illegale, ma dal 7 gennaio 2008 la legge consente ai malati terminali, o ai parenti più stretti, se incoscienti, di rifiutare farmaci o ulteriori cure mediche per prolungare la vita (nota anche come eutanasia passiva) a Città del Messico, nello stato centrale di Aguascalientes (dal 6 aprile 2009) e, dal 1º settembre 2009, nello stato occidentale di Michoacán. Un'analoga legge che estende le stesse disposizioni a livello nazionale è stata approvata dal Senato e un'iniziativa di depenalizzazione dell'eutanasia attiva è entrata nella stessa camera legislativa il 13 aprile 2007. In tempi più recenti, si avanzata la proposta di una revisione costituzionale.
- Perù - L'eutanasia è un delitto secondo le leggi del Perù, anche se ci sono stati alcuni tentativi di riformarle. Nell'ottobre 2009 la “Commissione Speciale dei Revisori del Codice Penale del Parlamento” ha espresso il proprio sostegno ad una proposta che tentava di modificare l'articolo 112 del Codice Penale, ma senza successo. Tuttavia, all'inizio del 2015, il caso della giovane donna cilena Valentina Maureira, che soffriva di fibrosi cistica, malattia incurabile, e che chiedeva che l'eutanasia fosse consentita nel suo Paese, ha suscitato l'interesse della stampa e anche di media stranieri. Il 4 marzo dello stesso anno, il legislatore peruviano Roberto Angulo Álvarez, membro del gruppo parlamentare “Dignità e Democrazia”, motivato da questo caso, ha presentato un disegno di legge che proponeva di consentire la morte assistita in caso di malattia terminale o degenerativa, con l'obiettivo di "evitare i dolori fisici e psicologici del paziente, nonché le spese inutili per i familiari e per lo Stato". Angulo Álvarez ha anche sostenuto che il suo progetto legislativo "contribuirebbe al rispetto della libertà individuale e della dignità umana".
- Stati Uniti d'America. L'eutanasia attiva è illegale in tutti gli Stati Uniti. I pazienti conservano il diritto di rifiutare le cure mediche e di ricevere un'adeguata gestione del dolore su loro richiesta (eutanasia passiva), anche se le scelte dei pazienti ne accelerano la morte. Inoltre, trattamenti futili o sproporzionatamente onerosi, come le macchine di supporto vitale, possono essere ritirate in determinate circostanze e, secondo la legge federale e la maggior parte delle leggi statali solo con il consenso informato del paziente o, in caso di incompetenza del paziente, con il consenso informato del surrogato legale. La Corte suprema degli Stati Uniti non si è occupata di "problemi di qualità della vita" o "problemi di futilità" e sembra tollerare l'"eutanasia" attiva o passiva (non legalmente definita) solo quando vi sono prove chiare e convincenti che il consenso informato all'eutanasia, passiva o attiva, è stata ottenuta dal paziente competente o dal surrogato legale del paziente incompetente. Mentre l'eutanasia attiva è illegale in tutti gli Stati Uniti, il suicidio assistito è legale in Colorado, Oregon, Hawaii, Washington, Vermont, Maine, New Jersey, California, Distretto di Columbia, una contea nel Nuovo Messico, ed è de facto legale nel Montana. La Louisiana invece proibisce specificamente l'eutanasia nel suo “Bill of Rights” come punizione crudele e insolita.
- Uruguay - Dal 1933, il codice penale dell'Uruguay, nell’articolo 37, accetta l'omicidio compassionevole, il primo documento legale che include l'eutanasia. È importante dire che questo documento legale non utilizzava questa denominazione. In un altro articolo, 127, il giudice poteva rinunciare a punire il medico, se tale azione fosse fatta per pegno del paziente e il medico avesse una onorevole reputazione. La fonte principale di questo codice penale era Jimenéz de Asúa, un penalista spagnolo, che introdusse questo concetto nel suo libro "Libertad de amar y derecho a morir: ensayos de un criminalista sobre eugenesia, eutanasia, endocrinología", pubblicato a Madrid (Spagna), nel 1928. La prima proposta per comprendere l'eutanasia come omicidio è stata fatta da Ruy Santos nella sua tesi di dottorato, "Da resistencia dos estados mórbidos à terapeutica e da incurabilidade perante a eutanasia", alla Faculdade de Medicina da Bahia (Brasile), nel 1928. Ha fatto la differenza tra Eutanasia come omicidio ed Eutanasia come suicidio, probabilmente la prima citazione sul suicidio assistito.

#### Asia e Oceania
- Australia. Lo stato australiano di Victoria ha una legge che consente il suicidio assistito da un medico che è entrata in vigore nel giugno 2019, con l'Australia Occidentale che ha approvato una legge simile nel dicembre 2019, la Tasmania e il Queensland nel marzo 2021 e l’Australia Meridionale nel giugno 2021 ma in tutti e tre i casi non entrati in vigore. Il suicidio assistito dal medico e l'eutanasia volontaria sono illegali in tutti gli altri stati e territori australiani. Sebbene rare, sono state formulate accuse per "favorevolezza" al suicidio di altri. L’eutanasia attiva è stata anche legale nel Territorio del Nord, con il “Rights of the Terminally Ill Act” del 1995, ma solo per un breve periodo di tempo: nel 1997, infatti, il governo federale australiano ha annullato la legislazione del Territorio del Nord attraverso l'introduzione dell' “Euthanasia Laws Act” del 1997, poiché, a differenza degli stati, la legislazione nel Territorio del Nord e negli altri territori non è garantita del tutto quest’ultimo dalla costituzione australiana, la quale concede il diritto al governo federale di annullare le leggi emanate dai territori. Durante il breve periodo in cui l'eutanasia era legale nel Territorio del Nord, il dottor Philip Nitschke ha aiutato tre persone a porre fine alla loro vita attraverso il suicidio assistito. Organizzazioni internazionali vorrebbero che il governo riportasse i diritti di eutanasia in Australia.
- Corea del Sud - L'Assemblea Nazionale e il “Ministero della Salute e della sicurezza sociale” hanno votato a favore dell'eutanasia passiva, entrata in vigore nel febbraio 2018, e hanno annunciato di emettere un disegno di legge denominato "Buona Morte". Tuttavia, il tema e il dibattito sull'eutanasia in Corea del Sud hanno suscitato a lungo, già a partire dal 4 dicembre 1997, quando un medico è stato mandato in prigione per un lungo periodo per aver tagliato volontariamente il supporto vitale di un paziente con morte cerebrale che si era ferito a causa di un trauma cranico su richiesta della moglie. Questo incidente è ben noto in Corea come "Incidente dell'ospedale di Boramae" (보라매병원 사건). Un altro incidente che ha suscitato ulteriore dibattito è stato l'arresto di un padre che ha scollegato un respiratore per suo figlio morto cerebrale. I pazienti che si qualificano per l'eutanasia attiva o passiva in Corea del Sud sono i malati terminali con possibilità inesistenti di guarigione. I pazienti che hanno una reazione benefica a qualsiasi farmaco o che non sono in uno stato di salute in rapido deterioramento e/o che porta alla morte imminente potrebbero non essere qualificati. I pazienti devono avere la conferma di un medico registrato e di un medico per morire in condizioni dignitose, e i pazienti in coma devono avere l'approvazione di entrambi i tutori.
- Cina - Una legge del 1998 autorizza gli ospedali a praticare l'eutanasia ai malati terminali. Ma vi sono stati recenti casi di condanna nei tribunali, dunque la situazione giuridica non è chiara.
- Filippine - L'eutanasia è illegale nelle Filippine. Nel 1997, il senato filippino ha preso in considerazione l'approvazione di un disegno di legge che legalizzasse l'eutanasia passiva, ma quest’ultimo ha incontrato la forte opposizione della Chiesa cattolica del Paese. Secondo le leggi vigenti, i medici che assistono un paziente a morire possono essere imprigionati e accusati di negligenza.
- Giappone - Il governo giapponese non ha leggi ufficiali sullo status dell'eutanasia e la Corte suprema del Giappone non si è mai pronunciata in merito. Piuttosto, fino ad oggi, la politica dell'eutanasia del Giappone è stata decisa da due casi giudiziari locali, uno a Nagoya nel 1962 e un altro dopo un incidente all'Università di Tokai nel 1995. Il primo caso riguardava l'"eutanasia passiva" (消極的安楽死, “shōkyokuteki anrakushi”), ovvero consentire a un paziente di morire disattivando il supporto vitale, e l'ultimo caso riguardava l'"eutanasia attiva" (積極的安楽死, “sekkyokuteki anrakushi”), ovvero causare la morte di un paziente ad esempio iniettando farmaci che ne agevolino la morte. Le sentenze in questi casi stabiliscono un quadro giuridico e una serie di condizioni all'interno delle quali l'eutanasia passiva e attiva potrebbe essere legale, tuttavia, in entrambi questi casi i medici sono stati giudicati colpevoli di aver violato queste condizioni quando hanno tolto la vita ai loro pazienti. Inoltre, poiché le conclusioni di questi tribunali devono ancora essere confermate a livello nazionale, questi precedenti non sono necessariamente vincolanti. Per il momento, tuttavia, esiste un quadro giuridico provvisorio per l'attuazione dell'eutanasia in Giappone. In caso di eutanasia passiva, devono essere soddisfatte tre condizioni: il paziente deve essere affetto da una malattia incurabile, e nelle fasi finali della malattia dalla quale difficilmente si riprenderà; il paziente deve dare il consenso espresso all'interruzione del trattamento, e tale consenso deve essere ottenuto e conservato prima della morte. Se il paziente non è in grado di dare un consenso chiaro, il suo consenso può essere determinato da un documento pre-scritto come un testamento biologico o la testimonianza della famiglia; il paziente può essere sottoposto all’eutanasia passiva interrompendo cure mediche, chemioterapia, dialisi, respirazione artificiale, trasfusione di sangue, fleboclisi, ecc... Per l'eutanasia attiva, devono essere soddisfatte quattro condizioni: il paziente deve soffrire di un dolore fisico insopportabile; la morte deve essere inevitabile e vicina; il paziente deve dare il consenso (a differenza dell'eutanasia passiva, il testamento biologico e il consenso familiare non saranno sufficienti); il medico deve aver (inefficacemente) esaurito tutte le altre misure di sollievo dal dolore. I problemi che ne sono scaturiti, oltre al problema affrontato da molte altre famiglie del Paese, hanno portato alla creazione di "squadre SWAT di bioetica": queste squadre saranno messe a disposizione delle famiglie dei malati terminali per aiutarle, insieme ai medici, a prendere una decisione sulla base dei fatti personali del caso. Sebbene nelle sue fasi iniziali e facendo affidamento su "sussidi del Ministero della Salute, del Lavoro e della sicurezza sociale", ci sono piani per creare un'organizzazione senza scopo di lucro per "consentire a questo sforzo di continuare".
- India - L'eutanasia passiva è legale in India. Il 7 marzo 2018 la Corte suprema dell'India ha legalizzato l'eutanasia passiva mediante la sospensione del supporto vitale ai pazienti in stato vegetativo permanente. Le forme di eutanasia attiva, compresa la somministrazione di composti letali, sono ancora illegali.
- Nuova Zelanda - Nel 2020, tramite un referendum popolare il 65,87% dei votanti ha votato a favore della morte assistita in caso di gravissime condizioni di salute, così a partire dal 7 novembre dello stesso anno sarà legale.
- Thailandia - È legale l'eutanasia passiva ed è permessa anche a cittadini stranieri[31].

#### Europa
Eutanasia attiva legale
     Eutanasia passiva legale
     Tutte le forme di eutanasia proibite
     Situazione legale ambigua

Eutanasia attiva legale
Eutanasia passiva legale
Tutte le forme di eutanasia proibite
Situazione legale ambigua

- Albania. Secondo una legge entrata in vigore nell'anno 1999, precisando che ogni forma di eutanasia volontaria era legale, secondo gli atti precisati prima nel 1995.[32]
- Austria. Esisteva una legge permissiva sull'eutanasia, ma fu abrogata nel 1977. Nel dicembre 2021 tuttavia, il Parlamento Austriaco ha parzialmente colmato il quadro normativo, pur mantenendo illegale l’eutanasia, legalizzando il suicidio assistito. Ciò è stato fatto per adattarsi a quanto sentenziato dalla Corte costituzionale austriaca, la quale aveva definito, nel dicembre 2020, “incostituzionale” la punibilità di tale pratica, in quanto “in contrasto con il diritto all’autodeterminazione”. Tale legislazione è entrata in vigore il 1º gennaio 2022[33][34].
- Belgio. Dal 13 febbraio 2014 diventa il primo stato al mondo a legalizzare l'eutanasia senza alcun limite d'età, compresi i neonati. Uno studio del 2021[35] rivela che il 10% dei bambini morti fino a un anno di età ha ricevuto farmaci dai propri medici con “un’esplicita intenzione di accorciare la vita”.
- Cechia. In Cechia (Repubblica Ceca), l'eutanasia e il suicidio assistito sono illegali. Entrambe le procedure sono considerate omicidio.
- Danimarca. Le cosiddette "direttive anticipate" hanno valore legale. I parenti del malato possono autorizzare l'interruzione delle cure.
- Finlandia. L'eutanasia attiva è perseguibile. L'eutanasia passiva, invece, è pienamente legale.
- Francia. Nel luglio 2013, il Presidente della Repubblica francese François Hollande ha dichiarato il suo sostegno personale alla depenalizzazione dell'eutanasia volontaria in Francia, essendo stata una delle sue promesse della campagna presidenziale ("introduzione del diritto di morire con dignità"), nonostante le obiezioni del Comitato etico consultivo nazionale francese (Comité national consultatif d'éthique), il quale ha denunciato "abusi" nelle giurisdizioni adiacenti che hanno depenalizzato e regolamentato l'eutanasia volontaria o il suicidio assistito (Belgio, Svizzera, Paesi Bassi, Spagna e Lussemburgo). Membri più socialmente conservatori della Chiesa cattolica e altri importanti gruppi religiosi in Francia avevano annunciato che dopo aver espresso un'opposizione riguardo all'introduzione del matrimonio tra persone dello stesso sesso in Francia, il loro prossimo obiettivo sarebbe stato la possibile depenalizzazione dell'eutanasia volontaria. Nel gennaio 2016 entrambe le camere del Parlamento francese hanno approvato una misura che, pur interrompendo l'eutanasia, consentirebbe ai medici di mantenere i pazienti terminali sedati fino alla morte.
- Germania. Non è reato il suicidio assistito di un malato terminale o già in coma, purché il malato sia capace di intendere e di volere e ne faccia/abbia fatto esplicita richiesta. «L'accanimento terapeutico non può essere esercitato nemmeno su pazienti che non abbiano firmato il testamento biologico» ed è reato[36]
- Irlanda. In Irlanda è illegale per un medico (o chiunque altro), contribuire attivamente alla morte di qualcuno. Tuttavia, non è illegale rimuovere il supporto vitale e altri trattamenti (il "diritto alla morte") qualora una persona (o un parente più prossimo) lo richieda. Un sondaggio dell'Irish Times del settembre 2010 ha mostrato che la maggioranza della popolazione, il 57% degli adulti, crede che il suicidio assistito da parte del medico dovrebbe essere legale per i malati terminali che lo richiedono. Dopo essere stati sedati, i medici possono smettere di somministrare a un paziente trattamenti che sostengano la vita come ventilatori, tubi per l'alimentazione ed altri strumenti vitali, permettendo al paziente di morire serenamente nel sonno. Il 7 ottobre 2020 il “ Dying with Dignity Bill” è passato in seconda lettura e un emendamento dilatorio è stato respinto, avvicinando l'Irlanda alla legalizzazione della morte assistita.
- Italia. Il suicidio e il tentato suicidio non sono reato. L'eutanasia attiva è assimilabile, in generale, all'omicidio volontario (art. 575 c.p.). In caso di consenso del malato si configura la fattispecie prevista dall'art. 579 del Codice Penale (Omicidio del consenziente), punito con reclusione da 6 a 15 anni. Seguendo la sentenza Cass. Civile Sez. I n. 21748/07, il giudice, su richiesta del tutore legale e sentito un curatore speciale, può autorizzare la disattivazione dei presidi sanitari che tengano artificialmente in vita un paziente ormai in stato vegetativo (nel caso di specie, con sondino naso-gastrico), «di cui sia accertata l'irreversibilità secondo standard internazionali, e che [..] questi, se cosciente, non avrebbe prestato il suo consenso alla continuazione del trattamento» (non è richiesto che si sìa espresso esplicitamente contro, ma che sia ricostruibile anche indirettamente la sua volontà contraria), purtuttavia il «non consenso deve manifestarsi nella sua più ampia, espressa e consapevole forma» (Cass. civile, sez. III n. 23676/ 2008). Inoltre, la Consulta ha espresso un parere rispetto alla illegittimità costituzionale dell'art. 580 del Codice Penale (Istigazione o aiuto al suicidio), prevedendo una deroga all'applicazione dello stesso (non punibilità) in casi simili a quello posto in giudizio (Sentenza n. 242 del 2019 della Corte costituzionale, G.U. 27 novembre 2019 n. 48). La sentenza arrivò a conclusione della vicenda del tetraplegico Fabiano Antoniani, conosciuto anche come DJ Fabo, trasportato in Svizzera nel febbraio 2017 dall'attivista Marco Cappato, al fine di ottenere l'eutanasia. Come atto di disobbedienza civile Cappato al rientro si autodenunciò alla Procura, focalizzando così sulla vicenda un acceso dibattito mediatico e politico.[37][38][39] Il 30 giugno 2021 era iniziata la raccolta firme, promossa dall’associazione Luca Coscioni, per il referendum che puntava a legalizzare l’eutanasia. Il 15 febbraio 2022 la Corte Costituzionale ha dichiarato inammissibile il referendum sull'eutanasia.[40]
- Lettonia. L'eutanasia non è legale in Lettonia, tuttavia, un medico può rifiutare un ulteriore trattamento di un paziente se ritiene che sia la migliore linea d'azione.
- Lituania. L'eutanasia non è legale in Lituania, tuttavia, a partire dal 2016 è stata prodotta una bozza di legge sul diritto alla morte.
- Lussemburgo. Il 19 febbraio 2008 il parlamento del Granducato di Lussemburgo ha approvato una proposta di legge che prevede l'eliminazione delle sanzioni penali contro i medici che mettono fine, su richiesta, alla vita dei malati. In particolare, il provvedimento prevede che l'eutanasia venga autorizzata per i malati terminali e coloro che soffrono di malattie incurabili, solo su richiesta ripetuta e col consenso di due medici e una commissione di esperti. A questa data il Lussemburgo si colloca terzo, dopo Paesi Bassi e Belgio, ad aver legalizzato l'eutanasia.
- Norvegia. L'eutanasia volontaria attiva rimane illegale, sebbene un caregiver possa ricevere una punizione ridotta per aver tolto la vita a qualcuno che vi acconsente.
- Paesi Bassi. Dal 1994 l'eutanasia cessò di essere perseguita penalmente, pur rimanendo un reato. Nel 2000, i Paesi Bassi divennero il primo Paese al mondo a dotarsi di una legge che regolamentava l'eutanasia e dal 1º aprile 2002 la legge è in vigore. Nell'aprile 2023 l'eutanasia è stata ammessa anche per i minori da 1 a 12 anni di età che siano malati terminali e incurabili.[41]
- Polonia. L'eutanasia attiva nel codice penale polacco è definita sempre come omicidio, seppur trattato come una sorta di omicidio punibile in modo più mite. L'autore è punito con la reclusione da 3 mesi a 5 anni. Eccezionalmente, un tribunale può applicare clemenza o addirittura rinunciare alla sentenza. La previsione dell'articolo 150 del codice penale, che definisce il reato di eutanasia come omicidio, non prevede, tuttavia, esplicitamente che il richiedente sia un malato terminale, ma tale requisito è introdotto dalla giurisprudenza. Una specifica tipologia di reato connesso all'eutanasia in senso lato è l'assistenza al suicidio (art. 151 c.p.), che comprende anche la cosiddetta assistenza eutanasica al suicidio, ossia il favoreggiamento al suicidio di un malato terminale.
- Portogallo. La questione è apparsa sui titoli dei giornali a seguito di una petizione che chiedeva la legalizzazione dell'eutanasia, e si è scatenata a capofitto nelle polemiche con la piena conoscenza del personale infermieristico. Uno degli attuali “temi caldi” in Portogallo, la questione è profondamente divisiva ed è stato l'ultimo punto di attrito tra fede e politica in un paese cattolico e repubblicano. La proposta di rendere il Portogallo uno dei pochi paesi che consentono l'eutanasia e il suicidio assistito dai medici è stata respinta di misura (115-110 voti) dai legislatori alla fine di maggio 2018, tuttavia, dopo le elezioni del 2019 la questione ha ripreso a essere discussa nell'Assemblea della Repubblica, dove, il 20 febbraio 2020, grazie alla forte maggioranza socialista, i legislatori hanno votato l'approvazione dei piani per l'introduzione di leggi sull'eutanasia volontaria. Il 29 gennaio 2021, l'Assemblea della Repubblica ha anche approvato la versione finale della legge, con 136 voti a favore, ma il 18 febbraio il Presidente della Repubblica, Marcelo Rebelo de Sousa, ha chiesto alla Corte costituzionale del Paese di verificarne la costituzionalità. Il 15 marzo la Corte ha dichiarato che la legge è “imprecisa nell'individuare le circostanze in cui possono svolgersi le procedure” e l'ha quindi dichiarata incostituzionale. Una volta tornato in parlamento, il 5 novembre è stato nuovamente approvato un disegno di legge revisionato che mira a risolvere le preoccupazioni costituzionali. I sostenitori della legalizzazione sono stati ansiosi di votare il disegno di legge nel parlamento corrente, dove c'era una chiara maggioranza a favore della legalizzazione, in quanto il 30 gennaio 2022 il Portogallo avrebbe dovuto affrontare delle elezioni anticipate. Anche in questo caso, il Presidente della Repubblica si è opposto, usando però il suo potere di veto. Il 10 giugno 2022 il parlamento, forte di una maggioranza monocolore socialista ha nuovamente approvato un disegno di legge in tal senso ma quest’ultimo è stato sanzionato da parte del Presidente. Il 12 maggio 2023 il parlamento, ha ancora una volta approvato un disegno di legge in tal senso, ma in quest’ultimo caso il Presidente non si è potuto costituzionalmente imporre e dunque quest’ultimo è in attesa di essere firmato. Un sondaggio del 2020 ha mostrato che quasi il 60% dei portoghesi sostiene la depenalizzazione.
- Regno Unito. L'aiuto al suicidio è perseguito a norma del Suicide Act del 1961, anche se sul piano giurisprudenziale e giurisdizionale vi sono aperture consistenti all'eutanasia passiva. È attualmente in discussione alla Camera dei comuni l'Assisted Dying for the Terminally Ill Bill (Legge sulla morte assistita per malati terminali), che permetterebbe una forma di suicidio assistito simile a quella prevista dallo statunitense Oregon Death with Dignity Act del 1997.
- Spagna. L'eutanasia attiva e il suicidio assistito sono legali in Spagna. Nel febbraio 2020 il parlamento spagnolo ha votato per approvare i piani per legalizzare l'eutanasia volontaria. Il disegno di legge è passato alla commissione e al Senato prima della votazione finale al Congresso dei deputati. Quest’ultimo ha approvato il disegno di legge il 17 dicembre 2020, quando la bozza finale, la cui maternità intellettuale è stata attribuita a María Luisa Carcedo, ha avuto il sostegno di 192 legislatori (PSOE, Podemos, ERC, Cs, JxCat, PNV, Bildu, CUP, Más País, BNG), l'opposizione di 138 (PP, Vox, UPN) e 2 astenuti. Data l'inclusione di emendamenti minori, la legge è tornata al Congresso dei Deputati per l'approvazione finale che, tuttavia, ha visto un grande appoggio parlamentare. Il 18 marzo 2021, il parlamento spagnolo ha votato a favore della lettura finale del disegno di legge, rendendolo così effettivo. Fu sancita dal Re il 24 marzo 2021 e pubblicata nel BOE (la Gazzetta ufficiale dello Stato) il giorno successivo. La legge è entrata in vigore il 25 giugno 2021, tre mesi dopo la sua pubblicazione.
- Romania. Secondo il codice penale, l'eutanasia in Romania non è consentita ed è punibile con la reclusione da 1 a 5 anni, come afferma quest’ultimo all’articolo 190: "L'omicidio commesso su esplicita, grave, consapevole e reiterata richiesta della vittima che era affetta da una malattia incurabile o da una grave infermità medica, causa di sofferenza permanente e insopportabile, è punito con la reclusione da uno a cinque anni".
- Russia. A partire dal novembre 2011 una legge federale russa (N. 323) vieta l'eutanasia ai sensi del suo articolo 45. Tuttavia, non esiste una legge nota che punisca le pratiche di eutanasia specificamente illegali. L'eutanasia attiva fu resa legale per breve tempo nella Russia sovietica nel 1922.
- Serbia. L'eutanasia è illegale in Serbia. Come ricorda l'articolo 117 ("Omicidio compassionevole"): “Chiunque, per compassione, priva un adulto della sua vita a causa della difficile condizione di salute in cui si trova, e su sua grave ed esplicita richiesta, è punito con la reclusione da sei mesi a cinque anni”.
- Slovacchia. In Slovacchia l'eutanasia è vietata, perché secondo il diritto penale è un reato e la stessa costituzione, secondo l'art. 15 par. 2 della Costituzione della Repubblica Slovacca, lo vieta esplicitamente affermando che: “nessuno sarà privato della propria vita”.
- Svezia. L'eutanasia non è perseguita penalmente.
- Svizzera. È previsto il suicidio assistito. Viene praticato al di fuori delle istituzioni mediche statali da alcune associazioni come la Dignitas, che accetta le richieste (per malati terminali e affetti da gravi sofferenze) indipendentemente dalla nazionalità del richiedente.
- Turchia. L'eutanasia è severamente vietata in Turchia. L'aiutante di una persona che si è suicidata o si è uccisa in altri modi è punita per aver assistito e incoraggiato il suicidio, ai sensi dell'articolo 84 del codice penale turco. In condizione di eutanasia attiva, l'articolo 81 dello stesso codice prevede che chiunque compia tale atto sia giudicato e punito con l'ergastolo, proprio come un semplice omicidio.

## Nella cultura di massa

### Cinema
- Io accuso (Ich klage an, Germania 1941, di Wolfgang Liebeneiner). Il film affronta il tema dell'eutanasia, presentata come scelta personale ma in realtà nel contesto dell'ideologia nazista.
- E Johnny prese il fucile (Johnny Got His Gun, USA, 1971, regia di Dalton Trumbo). Il film è tratto dal romanzo omonimo pubblicato trent'anni prima dal regista del film.
- Di chi è la mia vita? (Whose Life Is It Anyway?, USA 1981, di John Badham).
- Le invasioni barbariche (Les invasions barbares, Canada 2003, di Denys Arcand).
Tocca il tema dell'eutanasia per affermare la perdita di punti di riferimento, anche morali, dopo l'11 settembre.
- Million Dollar Baby (USA 2004, di Clint Eastwood). Tratta, tra l'altro, il tema dell'eutanasia attiva.
- Mare dentro (2004, regia di Alejandro Amenábar).
- 2022: i sopravvissuti (Soylent Green, USA, 1973) di Richard Fleischer In un mondo sovrappopolato e affamato lo stato fornisce l'assistenza al suicidio nei "Templi".
- I figli degli uomini (Children of Men, Gran Bretagna-USA 2006, di Alfonso Cuarón). In un futuro in cui la società è al collasso, lo stato fornisce gratuitamente Quietus, il kit per l'eutanasia fai da te.
- You Don't Know Jack - Il dottor morte (USA 2010, con Al Pacino). Basato sulla vita del "dottor morte" Jack Kevorkian il medico che ha praticato l'eutanasia su oltre 130 pazienti affetti da patologie giunte allo stadio terminale.
- Bella addormentata (Italia 2012, regia di Marco Bellocchio).
- Miele (Italia 2013, regia di Valeria Golino).
- Io prima di te (USA 2016, Jojo Moyes).
- Premonitions (USA 2015, Afonso Poyart).
- Ella & John - The Leisure Seeker (2017) di Paolo Virzì.
- Terry Pratchett: Choosing to Die (2011) diretto e prodotto da Charlie Russel, narrato da Terry Pratchett.
- La stanza accanto (2024) diretto da Pedro Almodóvar, con Tilda Swinton e Julianne Moore